# Trichogrammatoidea thoseae
Trichogrammatoidea thoseae is een vliesvleugelig insect uit de familie Trichogrammatidae. De wetenschappelijke naam is voor het eerst geldig gepubliceerd in 1979 door Nagaraja.